# João Lúcio Pousão Pereira
João Lúcio Pousão Pereira (Olhão, 4 de Julho de 1880 - 26 de Outubro de 1918) foi um poeta português, sobrinho do pintor Henrique Pousão.

## Biografia
Vulgarmente relegado para a categoria de poeta local (considerado o expoente maior da poesia olhanense) ou de poeta regional (nomeadamente devido à sua obra O Meu Algarve), João Lúcio esteve, porém, à altura dos grandes nomes da Renascença Portuguesa, embora o seu voluntário afastamento dos grandes centros culturais do país tenha contribuído para tais definições limitadoras.
Figura prolífica, começou com apenas 12 anos a publicar os seus primeiros versos (no extinto periódico O Olhanense). Enquanto estudante no Liceu de Faro, fundou e dirigiu um jornal literário intitulado O Echo da Academia. Acabados os estudos em Faro, decidiu ir para Coimbra estudar Direito, em 1897, onde conhecerá e se tornará amigo de figuras brilhantes como Teixeira de Pascoaes, Augusto de Castro, Alfredo Pimenta, Afonso Lopes Vieira, Fausto Guedes Teixeira e Augusto Gil. Destacando-se no meio de tal plêiade, João Lúcio colabora com poesias suas em diversos jornais e revistas literárias nacionais (fundando inclusive, em 1899, um quinzenário intitulado O Reyno do Algarve), até conseguir finalmente, em 1901, publicar o seu primeiro livro, Descendo, aclamado com louvor pela crítica da época.
Regressando a Olhão em 1902, João Lúcio torna-se rapidamente um advogado famoso, dados os seus dotes argumentativos e orais. Segundo os jornais regionais de então, cada vez que o poeta ia advogar, as salas de tribunais enchiam, e ainda hoje, é considerado como um dos mais distinguidos advogados algarvios de sempre.
É então que o poeta, monárquico, torna-se editor literário do semanário farense O Sul, jornal ligado ao Partido Regenerador Liberal de João Franco, em cujas listas concorre e ganha um lugar, em 1906, para a Câmara dos Deputados, chegando ainda a ser nomeado, embora brevemente, como presidente da comissão administrativa da Câmara Municipal de Olhão.
Entretanto, em 1905, publicara O Meu Algarve, obra que acaba por imortalizar João Lúcio como um dos maiores vultos da poesia algarvia.
Com a instauração da República, o poeta abandona a política e decide viajar com a sua família pela Europa, tendo publicado, em 1913, Na Asa do Sonho. Provavelmente inspirado pelas suas viagens, João Lúcio projecta então um chalé completamente original, no isolamento dos Pinheiros de Marim, nos arredores de Olhão, para onde pensava retirar-se depois de abandonar a advocacia, a fim de buscar a inspiração para a sua poesia.
Em 1914, o poeta aceitava o convite de Teixeira de Pascoaes, para se associar à Renascença Portuguesa, tendo publicado um único poema na revista A Águia. Também se encontra colaboração da sua autoria na Revista nova  (1901-1902).
Em Agosto de 1918, João Lúcio decide ir habitar o chalé com a sua família, apesar de este se encontrar ainda inacabado. É aí mesmo que vem a contrair o fatídico vírus da pneumónica que assolou a região, e que lhe acabaria por ceifar a vida na manhã de 26 de Outubro de 1918, com apenas 38 anos de idade.
Postumamente, em 1921, foi publicado o livro de poemas Espalhando Fantasmas.
 Nota: João Lúcio aparece frequente e erroneamente confundido com Marcos Algarve, pseudónimo de outro escritor olhanense, Francisco Marques da Luz.

## Obras Seleccionadas
Entre as suas obras encontram-se: 
- Descendo (1901)
- O Meu Algarve (1903)
- Na Asa do Sonho (1913)
- Espalhando Fantasmas (1921)
- Obra Poética de João Lúcio, Olhão, Edição da Câmara Municipal de Olhão / Comissão das Comemorações do I Centenário do Nascimento do Poeta João Lúcio, 1981.
- Poesias Completas de João Lúcio, Lisboa, IN-CM, 2002 , prefaciada por António Cândido Franco [3]

## Galeria de imagens

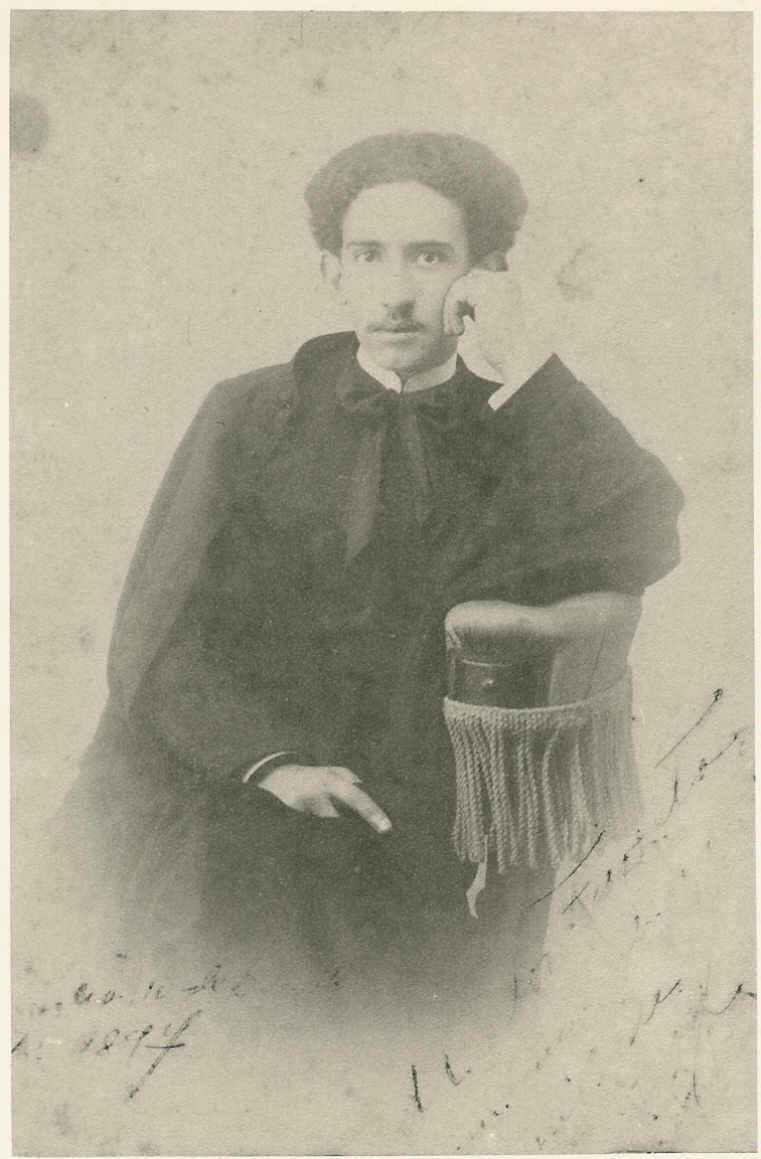
João Lúcio estudante em Coimbra (1897)
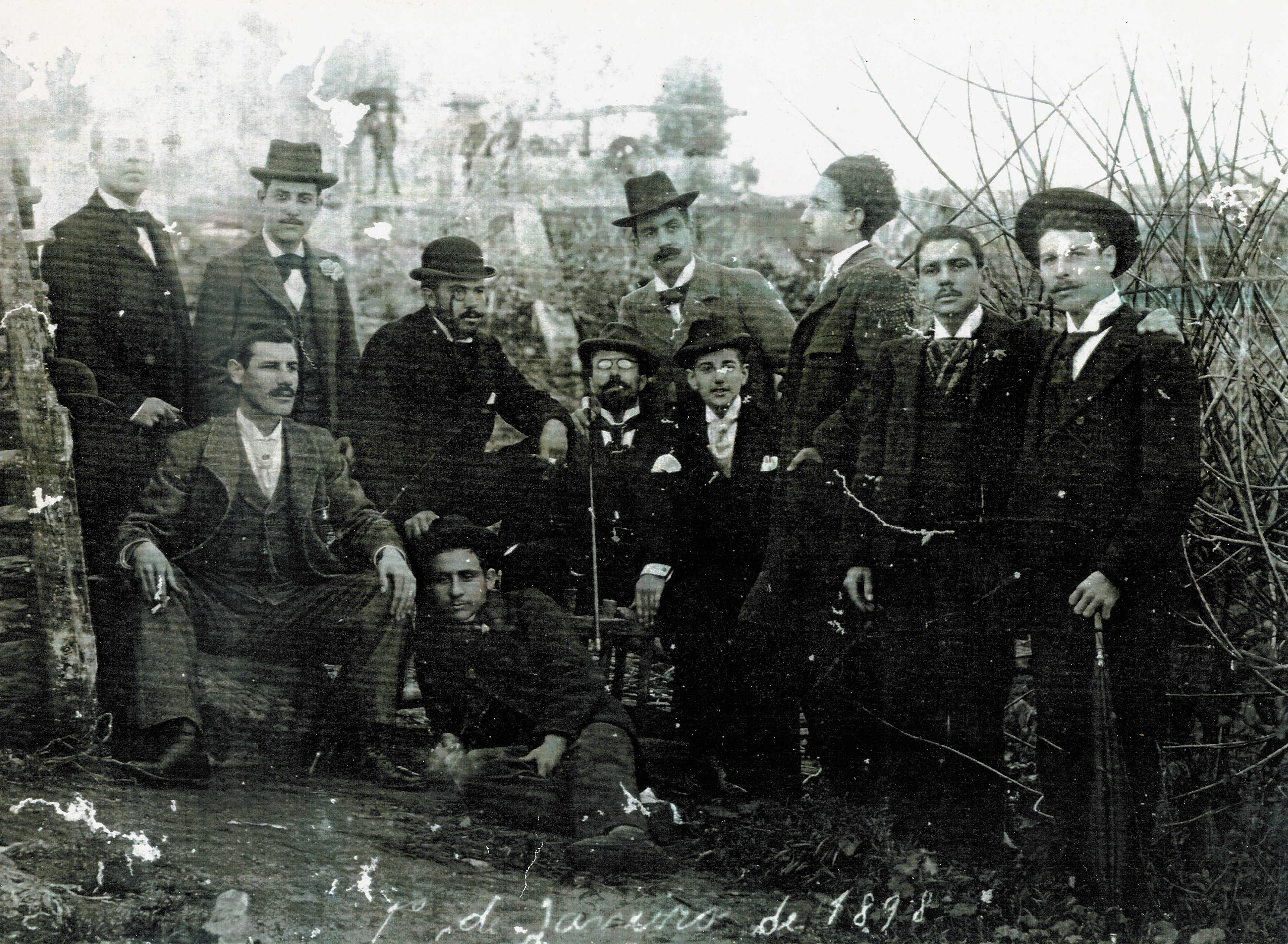
O poeta e alguns amigos (1 de Jan. 1899)
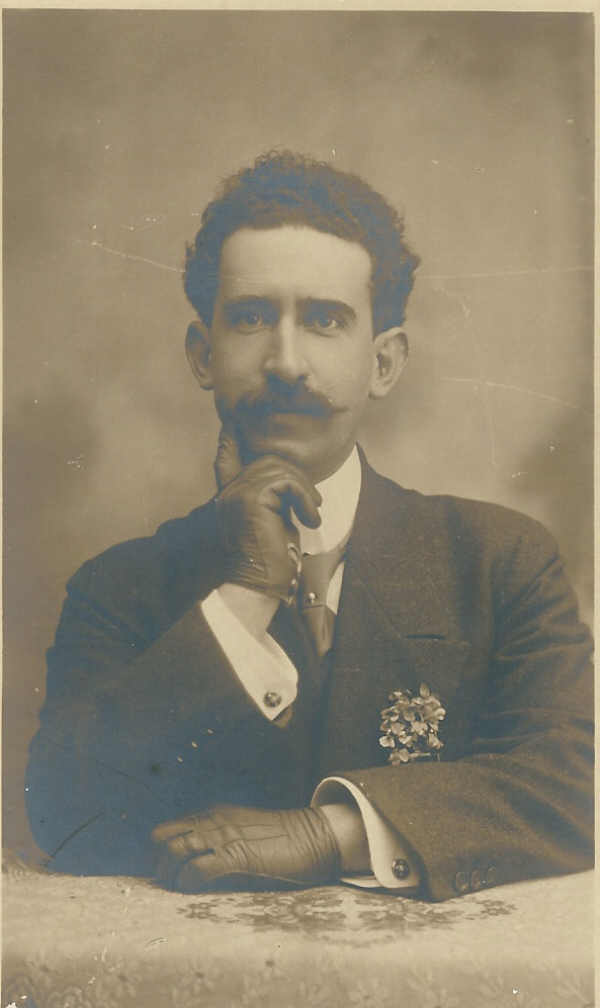
João Lúcio, cerca de 1915
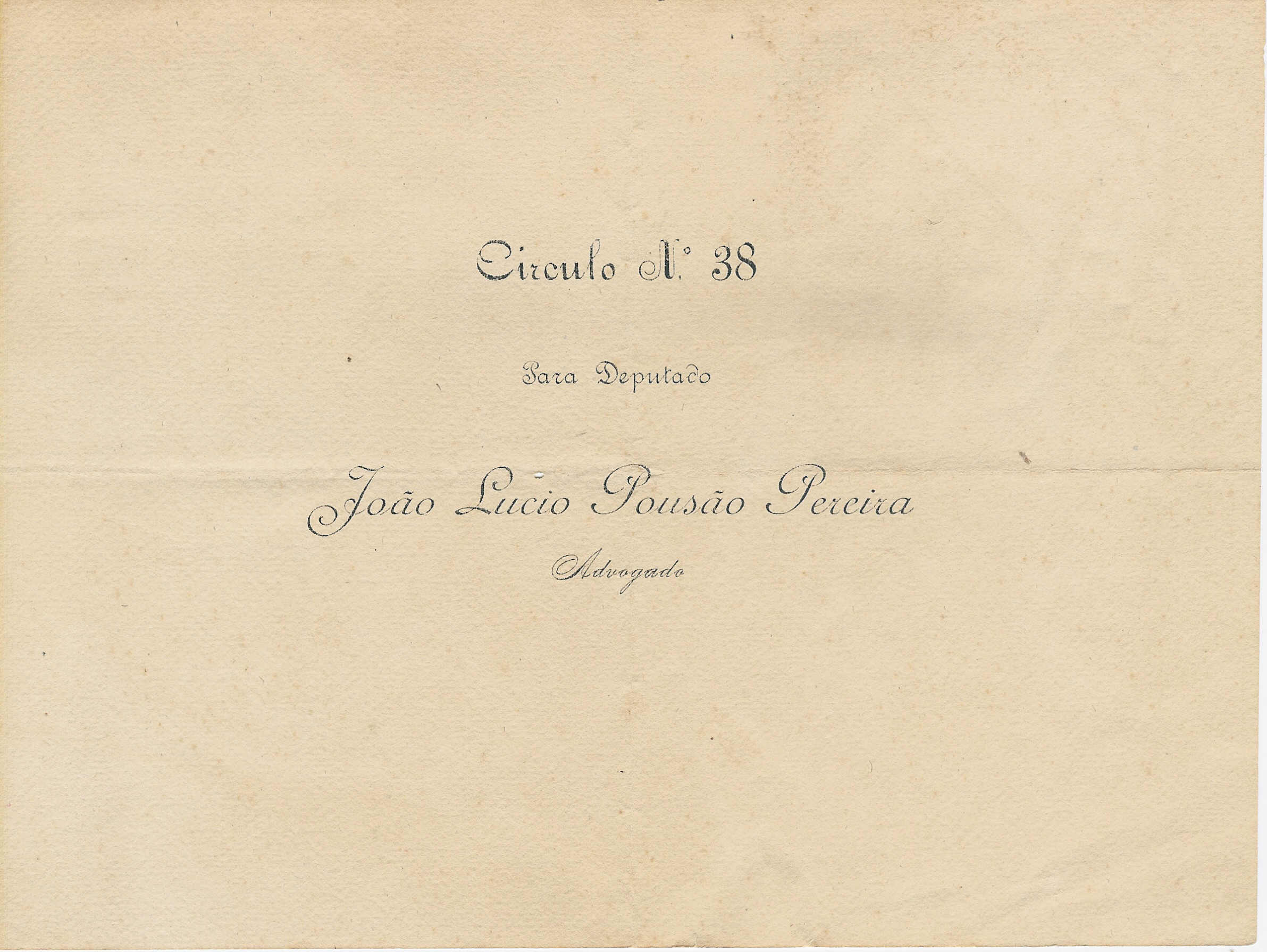
Cartão de deputado
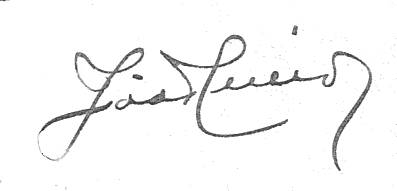
Assinatura do poeta
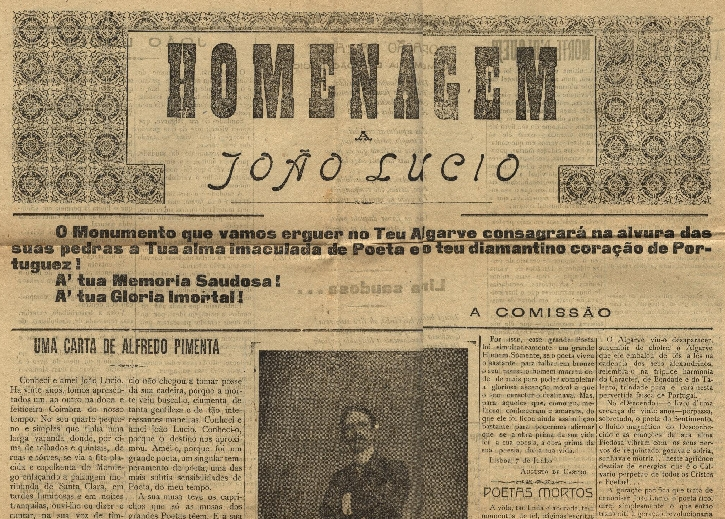
Folha de rosto (incompleta) da «Homenagem a João Lúcio», publicada em 1921
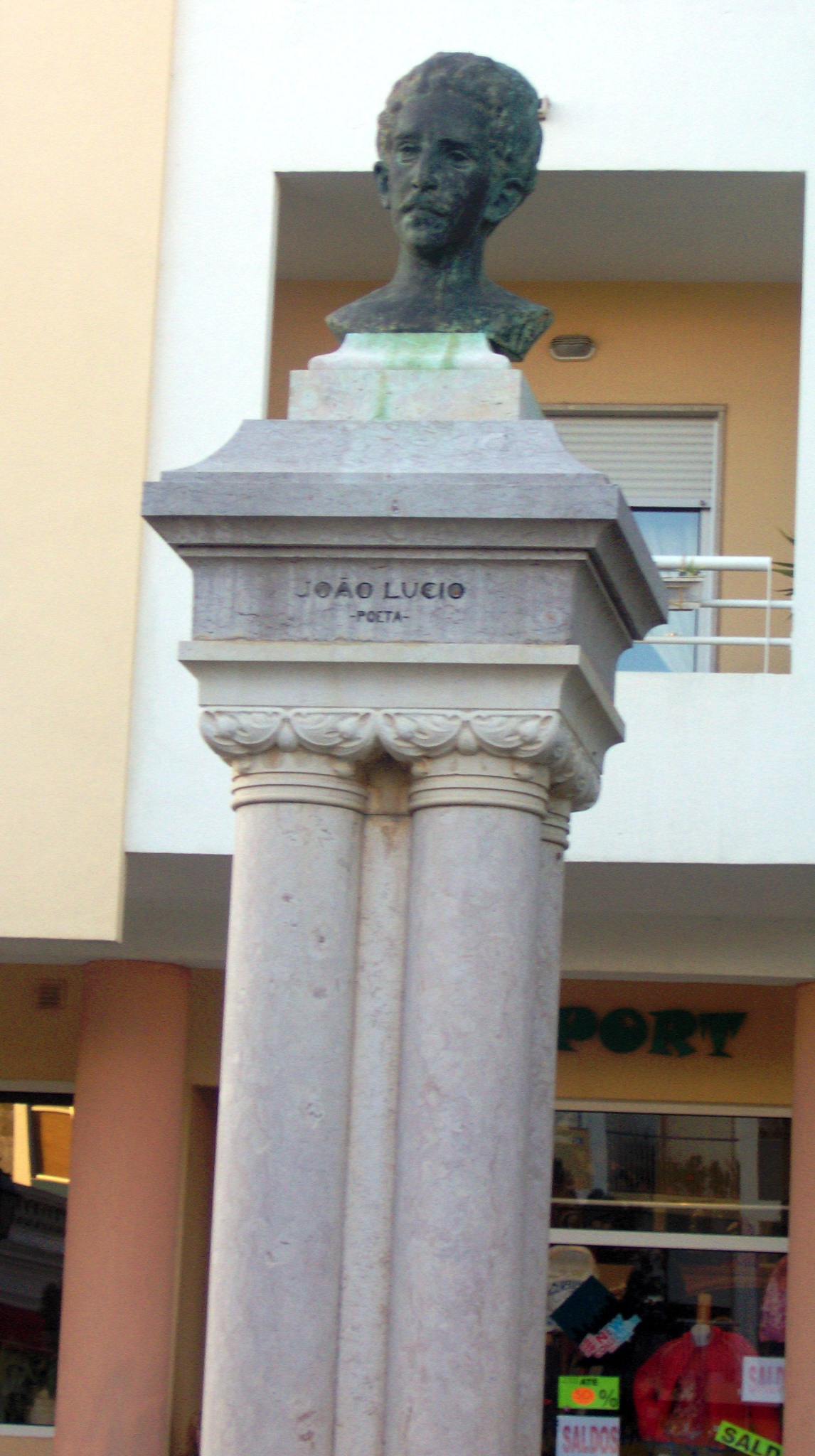
Busto do poeta, no jardim com o seu nome, em Olhão
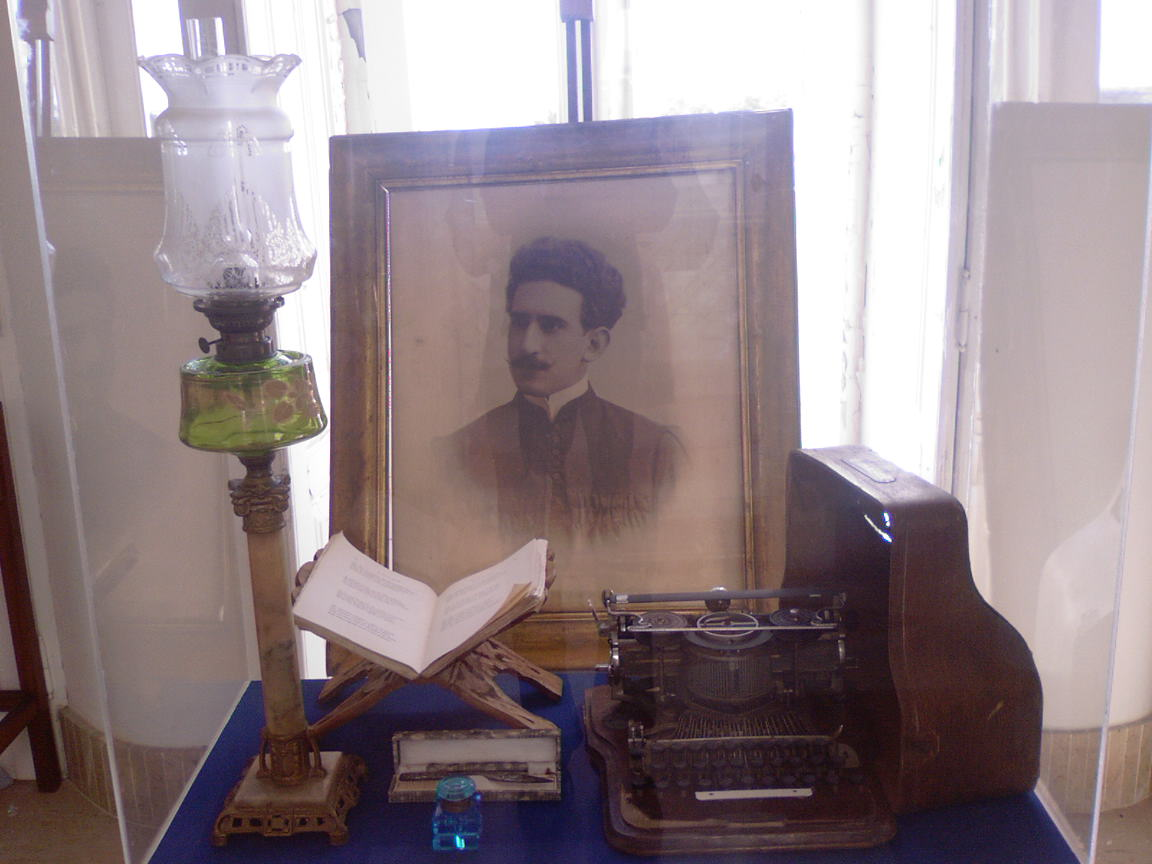
Objectos pessoais e fotografia

## O Chalé de João Lúcio
Após a morte do seu filho varão (vítima de acidente trágico enquanto criança, no qual a avó, senil, o deixou cair pela janela), João Lúcio idealizou e mandou construir um chalé escondido no pinhal da sua Quinta do Marim, num local rico de lendas seculares sobre encantamentos de mouras, e com presença atestada de romanos.
O isolamento espiritual numa Torre de Marfim seria a finalidade do poeta, que teria mandado construir o chalé entre 1914 e 1916. É este um edifício quadrangular com três pisos e quatro fachadas, cada uma delas comunicando com o exterior através de quatro escadarias, cada uma destas, por sua vez, virada para um ponto cardeal primário (Norte, Sul, Oeste e Este) e  cada uma representando os 4 elementos naturais (Água, Terra, Fogo e Ar) através das representações de um peixe estilizado, uma serpente, uma guitarra portuguesa e um violino. 
Actualmente, o chalé serve de instalações à Ecoteca de Olhão , conservando alguns objectos pessoais do poeta e documentação variada. 

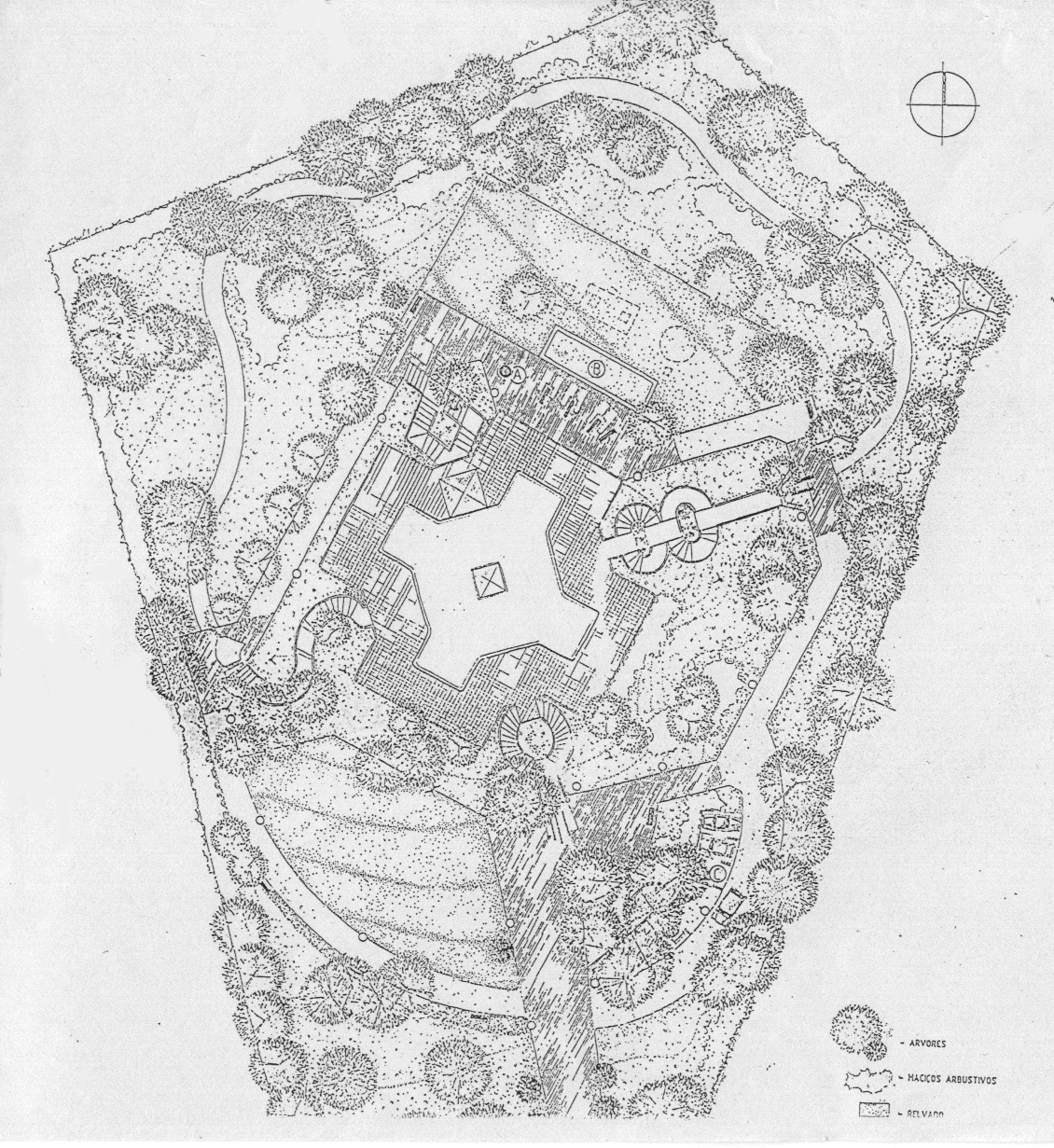
Vista panorâmica
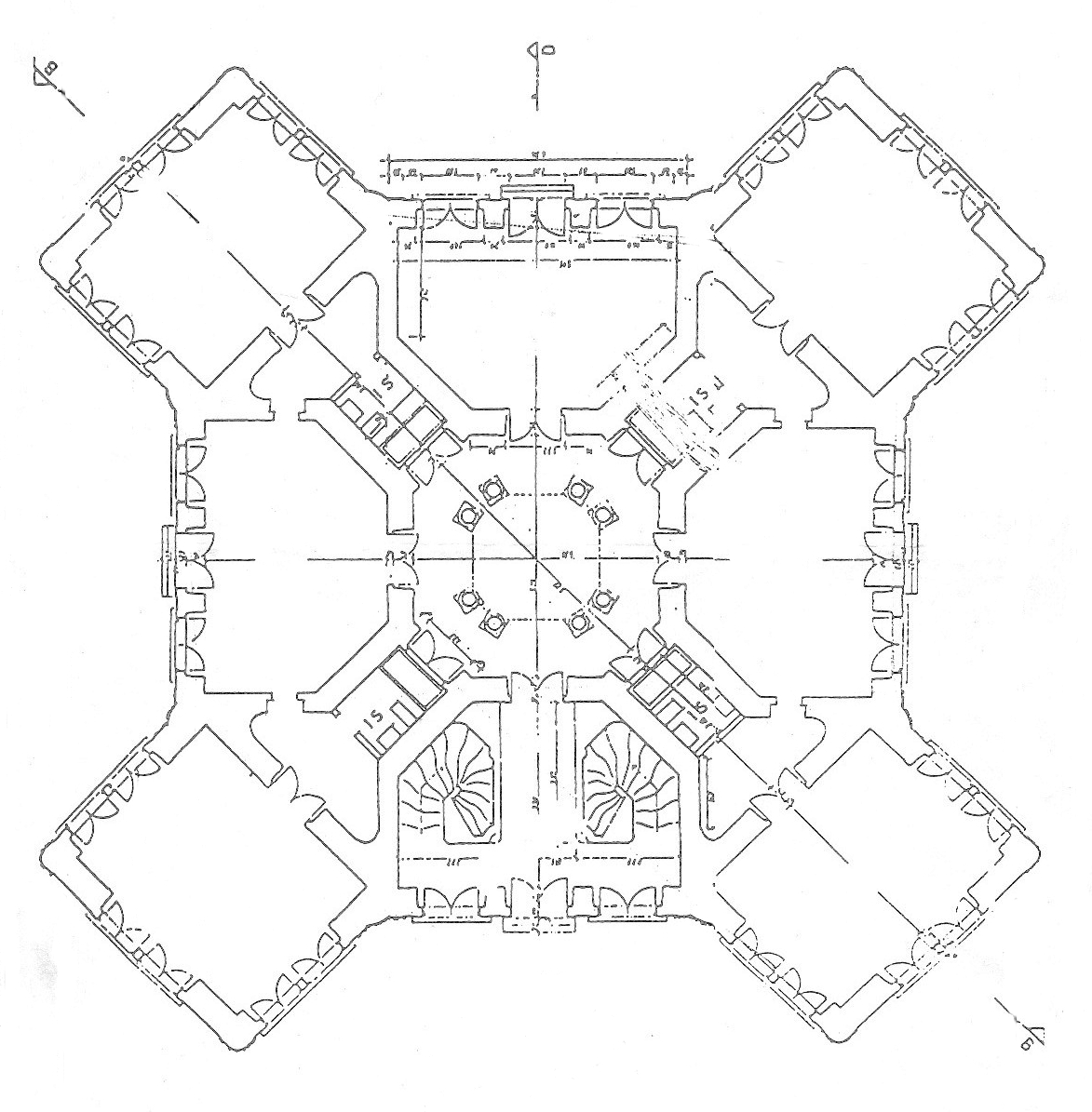
Planta do 1.º piso)
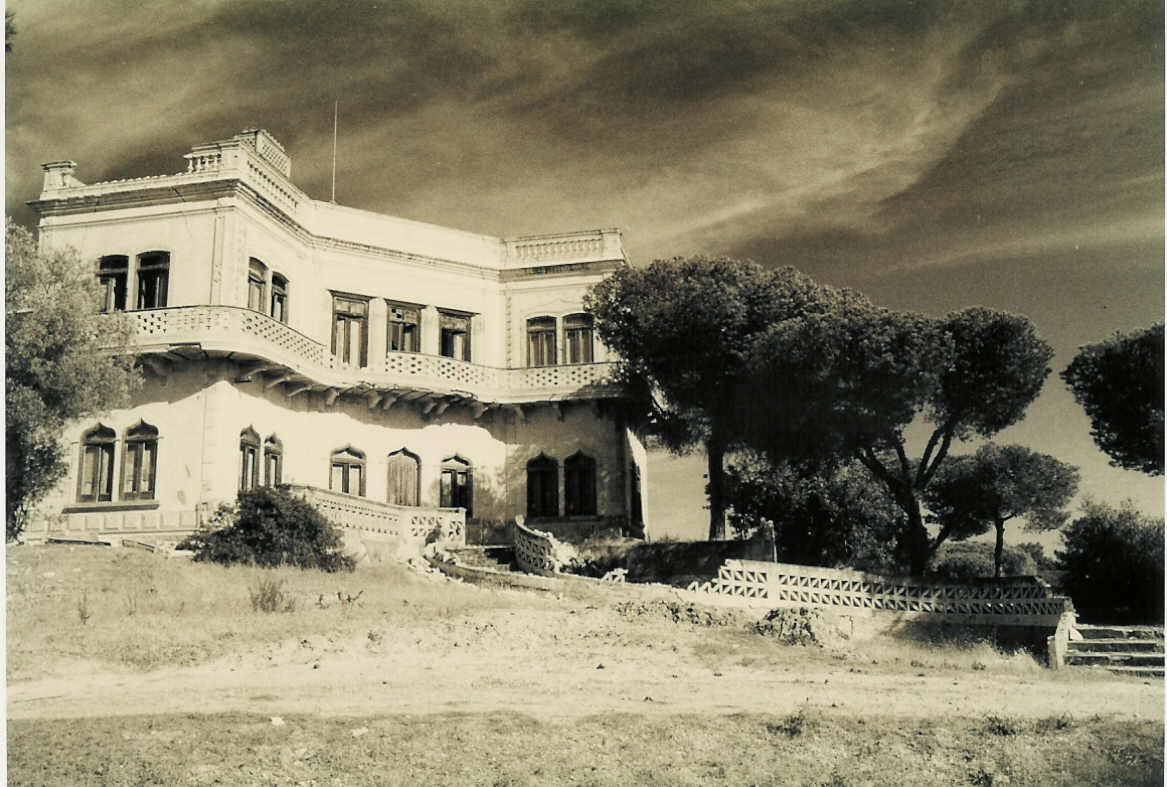
Chalé antes de ser restaurado
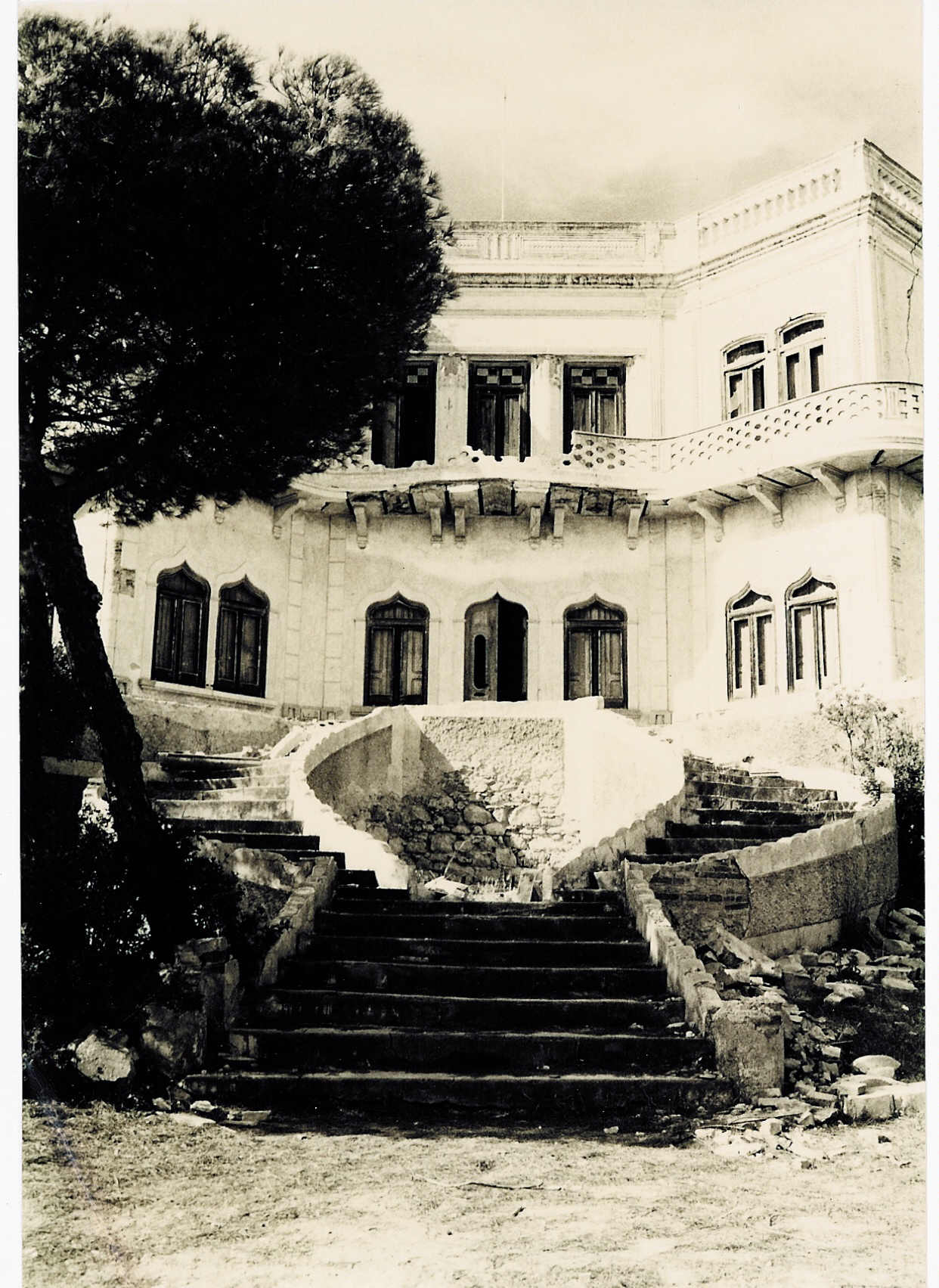
Chalé antes de ser restaurado